# نادي أوبيراريو
نادي أوبيراريو لكرة القدم (بالبرتغالية: Operário Futebol Clube (MS)‏)، هو نادي رياضي برازيلي لكرة القدم، أسست سنة 1938 م.

## وصلات خارجية
لم يتم العثور على روابط لمواقع التواصل الاجتماعي.